# Salix bebbiana
{{Taxobox
| name = Salix bebbiana
| status = 
| image = Salixbebbiana.jpg
| image_caption = 
| domain_sv = 
| domain = 
| regnum_sv = Växter
| regnum = Plantae
| divisio_sv = Kärlväxter
| divisio = Tracheophyta
| classis_sv = Tvåhjärtbladiga blomväxter
| classis = Magnoliopsida
| ordo_sv = Malpigiaordningen
| ordo = Malpighiales
| familia_sv = Videväxter
| familia = Salicaceae
| genus_sv = Viden
| genus = Salix
| species_sv = 
| species = Salix bebbiana
| taxon = Salix bebbiana
| taxon_authority = Sarg.
| range_map = 
| range_map_caption = Utbredningsområde
| image2 = 
| image2_caption = 
| synonyms = Salix vagans var. rostrata (Richardson) Andersson
Salix vagans var. occidentalis Andersson
Salix starkeana subsp. cinerascens (Wahlenb.) Hult.
Salix starkeana subsp. bebbiana (Sarg.) Youngberg
Salix rostrata var. projecta Fernald
Salix rostrata var. perrostrata (Rydb.) Fernald
Salix rostrata var. luxurians Fernald
Salix rostrata var. capreifolia Fernald
Salix rostrata Richards.
Salix perrostrata Rydb.
Salix orotchonorum Kimura
Salix macropoda Stschegl.
Salix livida var. rostrata (Richardson) Dippel
Salix livida var. occidentalis (Andersson) A. Gray
Salix livida var. cinerascens Wahlenb.
Salix depressa subsp. rostrata (Richardson) Hiitonen
Salix cinerascens (Wahlenb.) B. Floder.
Salix bebbiana var. projecta C.K.Schneid.
Salix bebbiana var. perrostrata (Rydb.) C.K.Schneid.
Salix bebbiana var. luxurians ([[Merritt Lyndon Fernald|Fern.]]) Fernald
Salix bebbiana var. depilis Raup
Salix bebbiana var. capreifolia ([[Merritt Lyndon Fernald|Fern.]]) Fernald
}}
Salix bebbiana är en videväxtart som beskrevs av Charles Sprague Sargent. Salix bebbiana ingår i släktet viden, och familjen videväxter. Inga underarter finns listade i Catalogue of Life. Salix bebbiana växer naturligt i Sibirien, Norden, samt Kanada och norra USA.